# Nebria brevicollis
Nebria brevicollis là một loài bọ cánh cứng thuộc họ Carabidae đặc hữu của châu Âu và Cận Đông. Ở châu Âu, Loài này có ở tất cả các quốc gia và quần đảo ngoại trừ Açores, quần đảo Canaria và Quần đảo Eo Biển, Zemlya Frantsa-Iosifa, Gibraltar, Madeira, Malta, Monaco và quần đảo bắc Aegean, Novaya Zemlya, San Marino, Quần đảo Selvagens, Svalbard, Jan Mayen và Thành Vatican.

## Hình ảnh

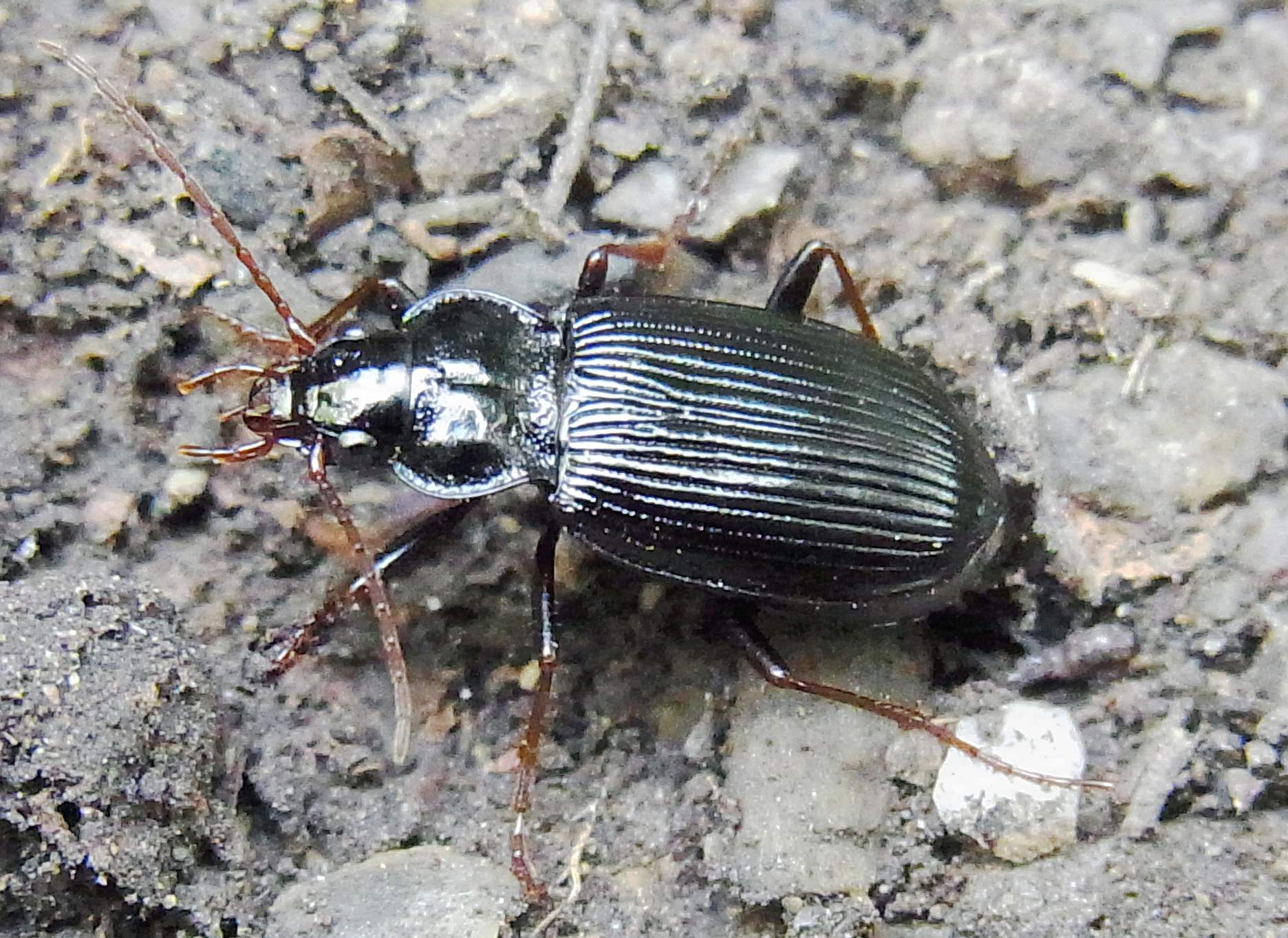
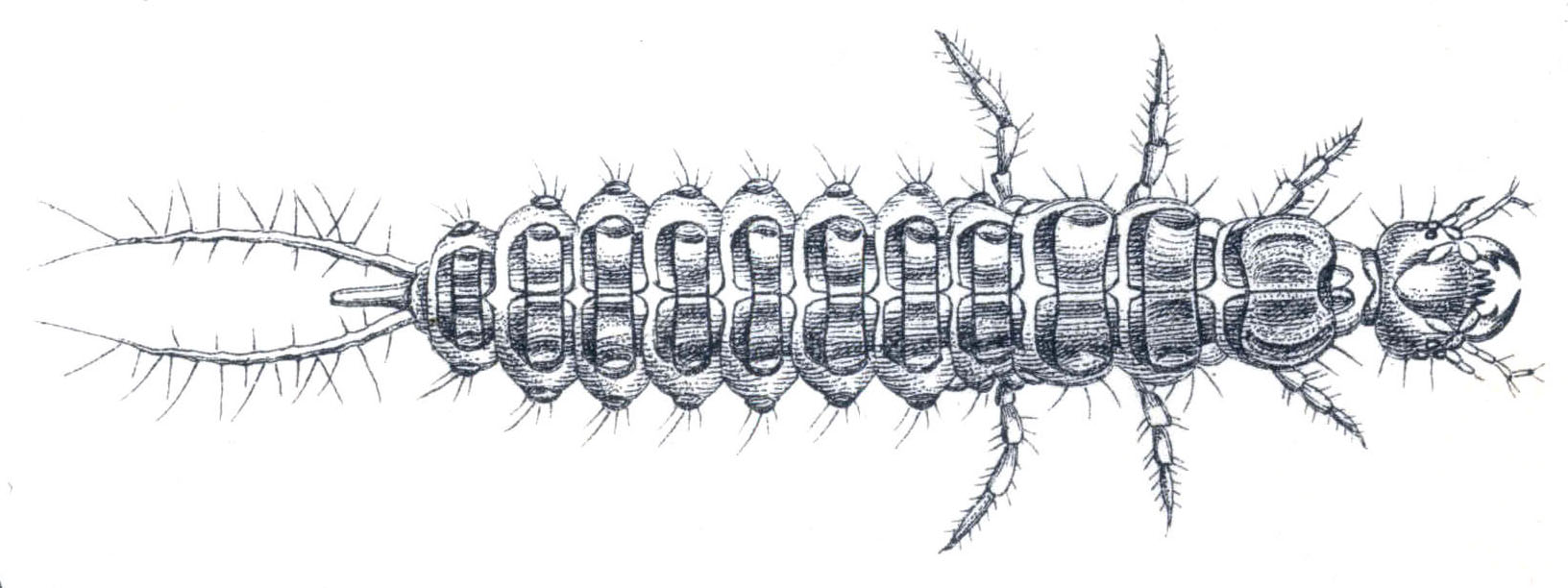
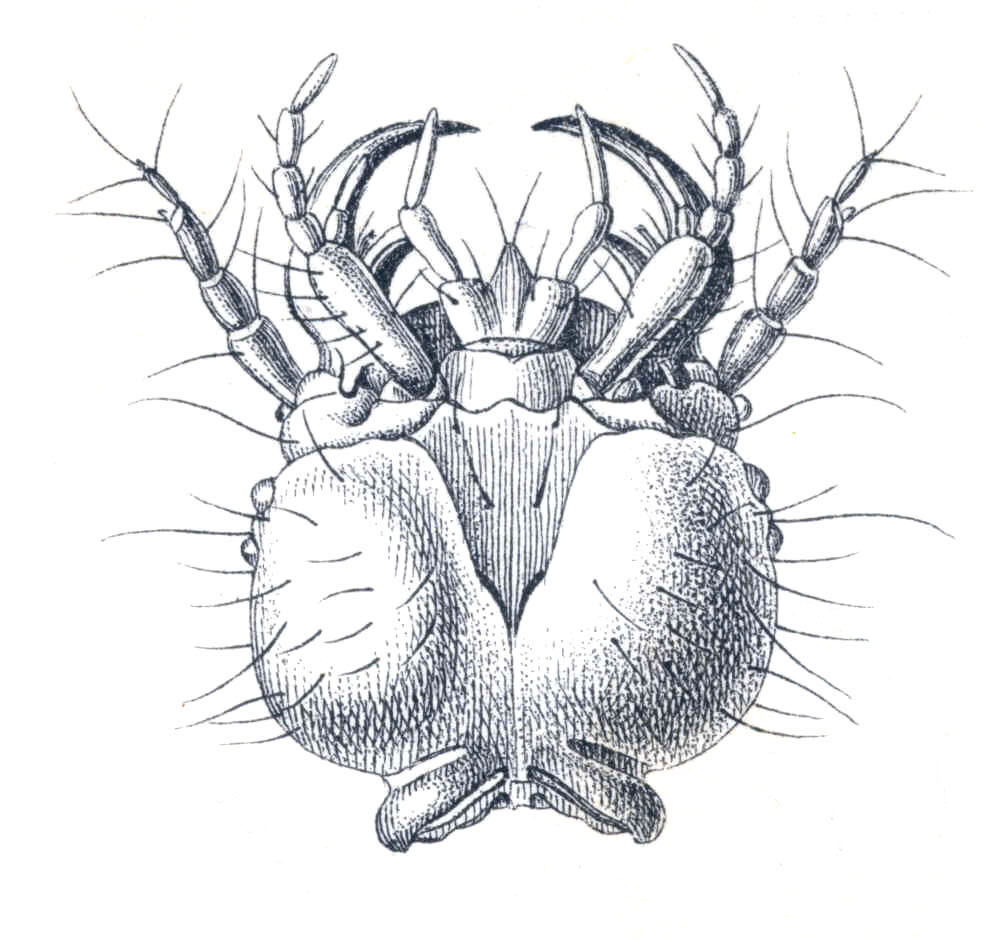
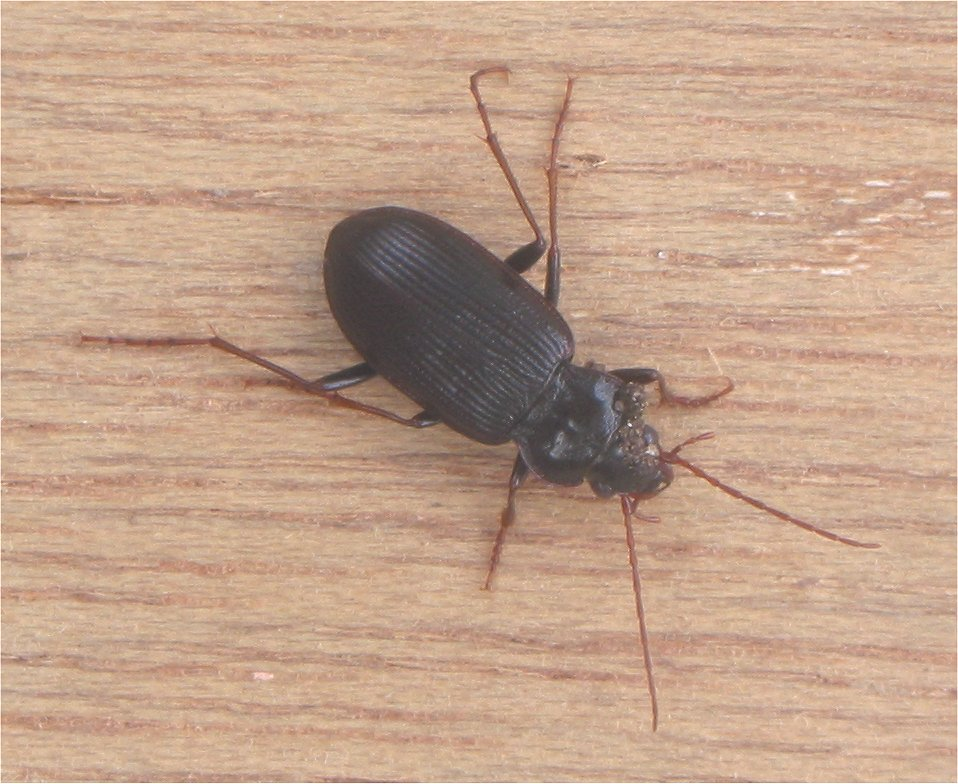